# The Slits

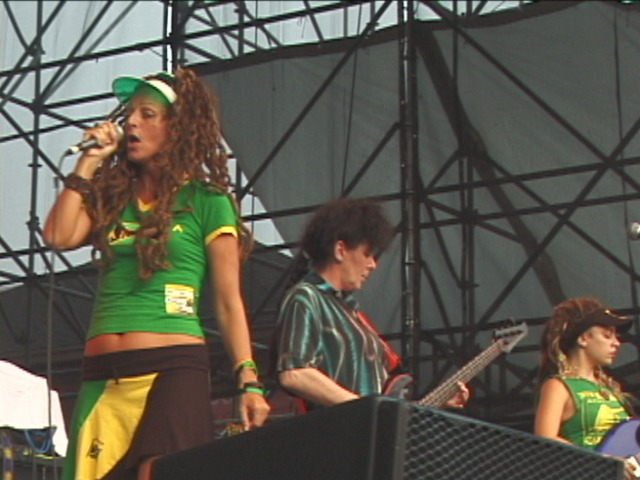
The Slits se apresentando no McCarren Park Pool, em Nova York, em 28 de julho de 2007.

The Slits foi uma banda britânica de punk rock. O quarteto foi formado em 1976 por membros das bandas The Flowers of Romance e The Castrators. Os membros foram Ari Up (Arianna Forster, falecida em 20 de outubro de 2010) e Palmolive (Paloma Romero, que depois saiu da banda para se juntar ao The Raincoats), com Viv Albertine e Tessa Pollitt, substituindo os membros fundadores, Kate Korus e Suzy Gutsy. Palmolive foi substituída  pelo baterista Budgie (aka Peter Clarke), que fez parte do The Spitfire Boys e depois do Siouxsie and the Banshees . Embora nem todos os integrantes fossem exclusivamente mulheres, as três principais integrantes do sexo feminino apareceram em mais capas de discos e fotos de publicidade, e o grupo foi geralmente apresentado como uma banda feminina.

## Discografia

### Álbuns de estúdio
- Cut (1979)
- The Slits (1980)
- Return of the Giant Slits (1981)
- Trapped Animal (2009)